# Bög
Bög (mongolsky ᠪᠥᠭᠡ, čínsky pchin-jinem Bùhè, znaky 布赫; březen 1927 — 5. května 2017) byl čínský politik mongolské národnosti, místopředseda stálého výboru Všečínského shromáždění lidových zástupců (parlamentu, 1993–2003), předtím předseda vlády Vnitřního Mongolska (1982–1993). V letech 1982–1992 byl členem ústředního výboru KS Číny.

## Život
Bög se narodil v březnu 1927 v Levé tümedské korouhvi ve Vnitřním Mongolsku, byl mongolské národnosti. Jeho otcem byl Ulanfu, ve 20. letech komunistický aktivista ve Vnitřním Mongolsku, po vzniku Čínské lidové republiky dlouholetý šéf regionální organizace Komunistické strany Číny i vlády Vnitřního Mongolska.
Během druhé čínsko-japonské války žil Bög v komunisty ovládaném Jen-anu, kde v letech 1939–1946 studoval na Severní šensijské veřejné škole a poté na Jenanské národnostní škole. V roce 1942 vstoupil do Komunistické strany Číny. Po kapitulaci Japonska komunisté převzali kontrolu nad severní Čínou a Ulanfu se v roce 1947 stal prvním předsedou vlády autonomní oblasti Vnitřní Mongolsko a tajemníkem oblastního výboru KS Číny, zatímco Bög pracoval v úřadu pro kulturu vlády Vnitřního Mongolska, roku 1956 byl v doplňovacích volbách zvolen poslancem Všečínského shromáždění lidových zástupců (poslanec do roku 1964).
Během kulturní revoluce byl Ulanfu svržen a Bög byl také pronásledován. V roce 1974 byl Bög politicky rehabilitován a jmenován tajemníkem komunistické strany v Pao-tchou, hlavního průmyslového města Vnitřního Mongolska, v roce 1978 převzal funkci vedoucího propagačního oddělení oblastního výboru KS Číny Vnitřního Mongolska a následujícího roku se stal stranickým šéfem a starostou Chöch chotu, hlavního města Vnitřního Mongolska. Současně byl v letech 1979–1982 místopředsedou státního výboru pro národnosti. Na XII. sjezdu v září 1982 byl zvolen členem jejího ústředního výboru (znovuzvolen na sjezdu roku 1987, v ústředním výboru zůstal do roku 1992). V prosinci 1982 se stal předsedou vlády Vnitřního Mongolska, což byla funkce, kterou před desetiletími zastával jeho otec, a tento úřad vykonával více než deset let až do května 1993. Od března 1988 byl opět poslancem Všečínského shromáždění lidových zástupců a od března 1993 do března 2003 působil dvě funkční období jako místopředseda stálého výboru Všečínského shromáždění lidových zástupců, ve shromáždění působil ve výboru pro národnosti a pak v zemědělském výboru.
Buhe byl také spisovatelem a básníkem, vydal několik sbírek svých básní, esejů a dalších děl a v roce 1982 byl přijat mezi členy Čínské federace literárních a uměleckých kruhů. Byl ženatý s filmovou režisérkou Ču-lan Čchi-čchi-kche, která zemřela v roce 2011. Jejich dcera Pu Siao-lin je také politička, v letech 2016–2021 předsedala vládě Vnitřního Mongolska.
Bög zemřel 5. května 2017 ve věku 90 let.